# Люси (филм)
Вижте пояснителната страница за други значения на Люси.
Люси (на френски: Lucy) е френски научнофантастичен екшън филм от 2014 г. на режисьора Люк Бесон, с участието на Скарлет Йохансон и Морган Фрийман.
Филмът се базира на идеята, че хората използват до 10% от мозъка си и представя историята на младата студентка Люси, която неволно приема експериментален наркотик на име CPH4 синтаза и получава възможност да разгърне пълния си потенциал.
„Люси“ е заснет в Тайпе, Париж и Ню Йорк. Печели положителни оценки от критиците по отношение на актьорската игра на Йохансон, интересната тематика и визуалните ефекти, както и отрицателни – по отношение на непоследователния сюжет.Накрая във филма тя използва вещества и генерира флаш памет с информация за създаването на Вселената и я дава на Морган Фрийман 